# Thomas Stewart (ciclista)
Thomas Stewart (n. Doncaster, 9 de enero de 1990) es un ciclista profesional británico que actualmente corre para el equipo Canyon dhb p/b Soreen.

## Palmarés
2016
- Velothon Wales

2017
- 1 etapa del Szlakiem Walk Majora Hubala

2018
- Tour de Normandía[1]